# Carpe diem
Pour les articles homonymes, voir Carpe diem (homonymie).
Cet article possède un paronyme, voir Carl Diem.
Carpe diem, quam minimum credula postero est un vers latin d'un poème d'Horace signifiant : « Cueille le jour présent sans te soucier du lendemain », littéralement « cueille le jour, et [sois] la moins crédule [possible] pour le [jour] suivant » – postero = postero die, « le jour suivant » (Odes, I, 11, 8). Horace s'y adresse à une femme (credula est au féminin).

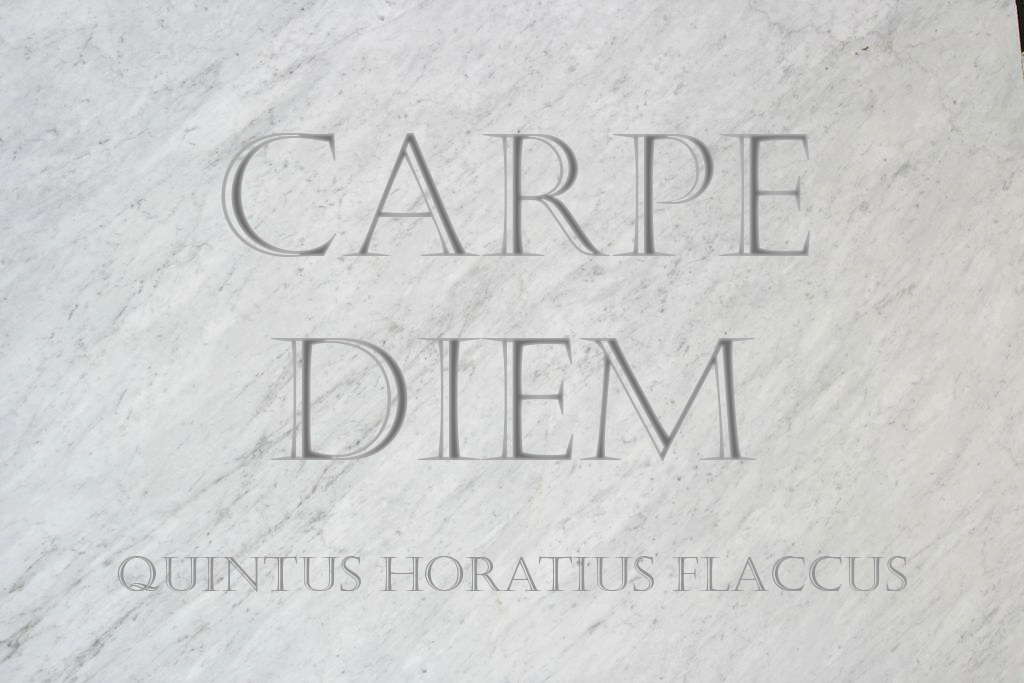

Les deux premiers mots sont devenus proverbiaux.

## Interprétation
Horace adepte de l'épicurisme – quand les Romains sont majoritairement adeptes du stoïcisme – écrit cette phrase dans un poème « À Leuconoé » en 23 ou 22 av. J.-C. Elle résume le texte qui la précède, où le poète cherche à persuader la destinataire de profiter du moment présent et d'en tirer toutes les joies possibles, sans s'inquiéter du jour de sa mort.
Odes, I, 11

Tu ne quaesieris, scire nefas, quem mihi, quem tibi

finem di dederint, Leuconoe, nec Babylonios

temptaris numeros. ut melius, quidquid erit, pati.

seu pluris hiemes seu tribuit Iuppiter ultimam,

quae nunc oppositis debilitat pumicibus mare

Tyrrhenum. Sapias, vina liques et spatio brevi

spem longam reseces. dum loquimur, fugerit invida

aetas: carpe diem, quam minimum credula postero.
Traduction Leconte de Lisle, 1873

Ne cherche pas à connaître, il est défendu de le savoir, quelle destinée nous ont faite les Dieux, à toi et à moi, ô Leuconoé ; et n’interroge pas les Nombres Babyloniens. Combien le mieux est de se résigner, quoi qu’il arrive ! Que Jupiter t’accorde plusieurs hivers, ou que celui-ci soit le dernier, qui heurte maintenant la mer Tyrrhénienne contre les rochers immuables, sois sage, filtre tes vins et mesure tes longues espérances à la brièveté de la vie. Pendant que nous parlons, le temps jaloux s’enfuit.

Cueille le jour, et ne crois pas au lendemain.
Carpe, à l'impératif, est un mode du verbe carpo, carpis, carpere, carpsi, carptum, qui signifie d'abord « brouter » (de l'herbe), « cueillir » (une fleur), puis, entre autres sens, « choisir, goûter, profiter ».
C'est un hédonisme d'ascèse, une recherche de plaisir ordonnée, raisonnée, qui doit éviter tout déplaisir et toute suprématie du plaisir, un hédonisme a minima, un épicurisme. « Horace, note André Dacier en commentaire de l'Ode à Leuconoé, a heureusement expliqué le καρπίζειν [karpizein] d’Épicure. Ce mot emporte non seulement jouir de quelque chose avec plaisir ; mais encore en tirer tout ce qu'il y a de bon. Et il est emprunté des abeilles, qui choisissent ce qu'il y a de plus pur dans les fleurs. Le Glossaire l'a heureusement exprimé par ἐξανθίζειν [exanthizein], de fleurer ».

## Symbolique
Ce vers, devenu une maxime, doit être rapproché des vers 6-7 qui le précèdent : Spatio brevi / Spem longam reseces, soit « Ôte le long espoir à tes jours comptés » (littéralement « Retranche l'espoir durable au bref laps de temps »).
La rose, fleur rapidement fanée et qu'il faut cueillir dès sa floraison, est devenue une métaphore canonique de la brièveté de l'existence humaine dans la poésie française du XVIe siècle, en particulier chez les poètes de la Pléiade. Ronsard écrit ainsi : « Cueillez dès aujourd'hui les roses de la vie » dans ses Sonnets pour Hélène. Le même thème est repris au XVIIe siècle par les poètes anglais Robert Herrick et Andrew Marvell ainsi qu'au XXe siècle par Raymond Queneau dans son poème Si tu t'imagines.

## Utilisations
La maxime Carpe Diem figure fréquemment sur les cadrans solaires. Elle est souvent reprise comme titre de chansons ou d'albums, ainsi qu'en poésie ou encore en architecture. C'est aussi un motif de tatouage récurrent.[réf. nécessaire]
Elle est citée intégralement dans le film Le Cercle des poètes disparus.
Elle est aussi le titre d’une chanson du groupe slovène Joker Out, représentant ledit pays au Concours Eurovision de la chanson 2023.